# Rhyacophila maritima
Rhyacophila maritima är en nattsländeart som beskrevs av Levanidova 1977. Rhyacophila maritima ingår i släktet Rhyacophila och familjen rovnattsländor. Inga underarter finns listade i Catalogue of Life.